# Karolina Sadalska
Karolina Sadalska (Gorzów Wielkopolski, 30 de junio de 1981) es una deportista polaca que compitió en piragüismo en la modalidad de aguas tranquilas. Ganó cinco medallas en el Campeonato Mundial de Piragüismo entre los años 2001 y 2003, y tres medallas en el Campeonato Europeo de Piragüismo entre los años 2001 y 2002.

## Palmarés internacional
| Campeonato Mundial | Campeonato Mundial           | Campeonato Mundial | Campeonato Mundial |
| Año                | Lugar                        | Medalla            | Competición        |
| ------------------ | ---------------------------- | ------------------ | ------------------ |
| 2001               | Poznań (Polonia)             | Medalla de plata   | K4 1000 m          |
| 2001               | Poznań (Polonia)             | Medalla de bronce  | K4 200 m           |
| 2002               | Sevilla (España)             | Medalla de oro     | K4 1000 m          |
| 2003               | Gainesville (Estados Unidos) | Medalla de plata   | K4 500 m           |
| 2003               | Gainesville (Estados Unidos) | Medalla de bronce  | K4 200 m           |
| Campeonato Europeo |                              |                    |                    |
| Año                | Lugar                        | Medalla            | Competición        |
| 2001               | Milán (Italia)               | Medalla de bronce  | K4 200 m           |
| 2002               | Szeged (Hungría)             | Medalla de bronce  | K4 500 m           |
| 2002               | Szeged (Hungría)             | Medalla de bronce  | K4 1000 m          |